# WRECK/レック
『WRECK/レック』（原題：Wrecked）は、ライアン・J・ブラウンが制作・脚本を手掛けたイギリスのコメディホラーテレビシリーズ。オスカー・ケネディが主演を務め、妹の失踪事件を調査するためにクルーズ船に乗務員として潜入する若者ジェイミーを演じた。2022年10月9日にBBC Threeで初放送され、同日にBBC iPlayerで全エピソードが放送された。2022年10月に第2シリーズへの更新が発表され、2024年3月26日に初放送された。
このシリーズは批評家から賛否両論の評価を受けたが、視聴者の間ではヒットとなった。特にLGBTQ+の報道機関から好意的に受け止められ、Attitude、Gay Times、The Queer Reviewは、このシリーズを2022年のトップLGBTテレビ番組のリストに載せた。

## キャスト
※括弧内は日本語吹替。　

### メイン
ジェイミー・ウォルシュ
演 - オスカー・ケネディ（鈴木崚汰）
ヴィヴィアン・リム
演 - タディア・グラハム（泊明日菜）
オリー・レイエス
演 - アンソニー・リックマン（宮城一貴）
コーマック・ケリー
演 - ピーター・クラフィー（大泊貴揮）
ロージー・プレストン
演 - ミヤ・オセゴ（北原沙弥香）
ピッパ・ウォルシュ
演 - ジョディ・タイアック（高橋雛子）
失踪したジェイミーの妹
ローレン・トンプソン
演 - アンバー・グラッピー（夏葵）

### リカーリング
カレン・マッキンタイア
演 - ハリエット・ウェッブ（斉藤貴美子）
サクラメンタム号のクルーマネージャー
エイミー1、エイミー2
演 - メリッサ・ディルバー（広瀬さや）、メリ・ディルバー（川乃璃子）

### シーズン1
ジェニー
演 - ルイーズ・パーカー（葛原詩織）
リリー・ティー
演 - ラマニーク・アルワリア（木村香央里）
サクラメンタム号の"裕福な"客
ナイル
演 - ネッド・コステロ（石黒史剛）
リリーの義理の兄弟
ヘンリー・アラン
演 - ドナルド・セージ・マッケイ（根本泰彦）　
サクラメンタム号のディレクター

## 製作
第1シリーズの主要撮影は北アイルランドで行われた。
第2シリーズの主要撮影は北アイルランドで2023年5月11日から9月1日までの4か月間行われた。監督のクリス・ボーは第2シリーズに特に影響を与えた作品として『ウィッカーマン』、『13日の金曜日』、『ファイナル・ガールズ 惨劇のシナリオ』、『死霊のはらわた』を挙げた。